# Clemente Comandulli
Clemente Ivan Francisco Comandulli (Antonina, 23 de novembro de 1927 — Curitiba, 30 de dezembro de 1975) foi um dentista, futebolista e cronista brasileiro.

## Biografia
Um dos maiores cronistas esportivos do estado do Paraná e para tanto, foi homenageado com o seu nome em duas ruas, uma na capital paranaense, a Rua Jornalista Clemente Comandulli e a outra na capital paulista, a Rua Clemente Comandulli, e houve, na década de 1970, a Taça Clemente Comandulli, competição organizada pela Federação Paranaense de Futebol (antiga Taça Cidade de Curitiba).
Formado em Odontologia na Universidade Federal do Paraná, pela turma de 1959, foi jogador de futebol, nas décadas de 1940 e 1950, dos times de base do Clube Atlético Ferroviário (CAF) e do Coritiba Foot Ball Club, sendo campeão pelo CAF em 1953, na Copa do Centenário da Emancipação Política do Parana, porém, foi na imprensa e no rádio que ficou conhecido.
Foi redator esportivo da rádio Guairacá e comentarista de futebol para as rádios: Rádios Emissora Paranaense, Rádio Clube Paranaense (Bedois), Colombo, Universo e na Emissora ZYZ-9, além de comentarista esportivo de televisão, como a versão paranaense do programa Grande Resenha Facit, no Canal 6 de Curitiba.
Mas foi nos jornais e revistas em que se destacou, como redator do A Gazeta Esportiva (de São Paulo), no Paraná Esportivo (de Curitiba), da Gazeta do Povo e na Revista Paraná Sport e na revista ilustrada Esporte Paranaense.
Também foi assessor de imprensa do governador Ney Braga e fundador da (já extinta) Escola de Samba “Não Agite”.
Por seu trabalho na mídia esportiva, recebeu, em vida, o título de Benemérito do Futebol Paranaense, a mais alta honraria, concedida somente àqueles que prestam relevantes serviços ao futebol do Paraná.
Faleceu em virtude de um derrame sofrido nas dependências do Estadio Durival de Britto e Silva, em um treino do Colorado Esporte Clube.